# Кирило Володимирович
Великий князь Кирило Володимирович (30 вересня [12 жовтня] 1876, Царське село — 12 жовтня 1938, Париж) — другий син великого князя Володимира Олександровича, третього сина імператора Олександра II, і великої княгині Марії Павлівни; двоюрідний брат Миколи II.
Закінчив Морський кадетський корпус та Миколаївську морську академію. Зарахований за Гвардійським екіпажем, служив вахтовим офіцером на крейсерах «Росія» та «Генерал-Адмірал», вахтовим начальником на броненосці «Ростислав» та «Пересвіт», старшим офіцером на крейсері «Адмірал Нахімов».
Після початку Російсько-японської війни прибув Порт-Артур 3 березня 1904 року і 9 березня був призначений начальником військово-морського відділу штабу командувача флотом у Тихому океані віце-адмірала Макарова. 31 березня 1904 року під час вибуху флагманського корабля «Петропавловськ» перебував з його борту. Один з небагатьох членів екіпажу, що залишилися живими. У нього були подряпані ноги, а холодній воді він отримав переохолодження. З води його було врятовано моряками вельбота з мінного крейсера «Гайдамак» і передано на міноносець «Безшумний», який і доставив його в порт. Увечері 31 березня 1904 р. разом з Великим князем Борисом Володимировичем на поїзді залишив Порт-Артур (до Санкт-Петербурга і далі до Німеччини для лікування його супроводжував молодший лікар лазарета порту М. М. Марков). Згодом Великий князь Кирило Володимирович був нагороджений золотою зброєю з написом «За хоробрість».
У 1924 році в еміграції, опинившись за старшинством успадкування главою імператорського будинку і керуючись статтями 29 і 53 Зводу основних державних законів Російської імперії, проголосив себе Імператором Всеросійським у вигнанні Кирилом I, з чим погодилася більшість дому Романових, у тому числі великі князі Володимировичі, Дмитро Павлович, Михайло Михайлович, Олександр Михайлович із синами, князі імператорської крові Всеволод Іоанович та Гаврило Костянтинович. Проти виступили великі князі Миколай і Петро Миколайовичі, і князь імператорської крові Роман Петрович. Вдовствуюча імператриця Марія Федорівна, сподіваючись на порятунок сім'ї Миколи II, вважала акт Кирила Володимировича «передчасним», але законність його прав ніколи не оспорювала.

## Галерея

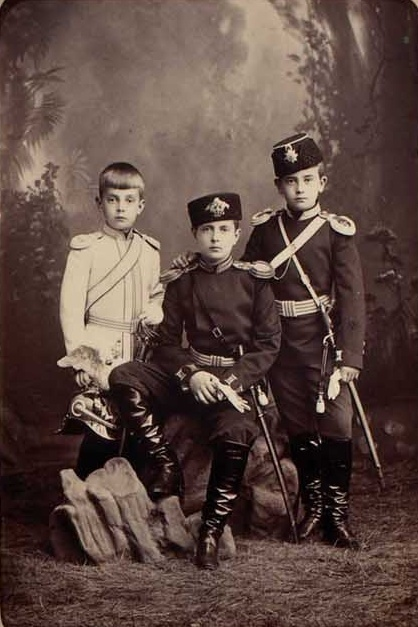
Брати Кирило (у центрі), Андрій (ліворуч) та Борис Володимировичі у дитинстві, 1880-і
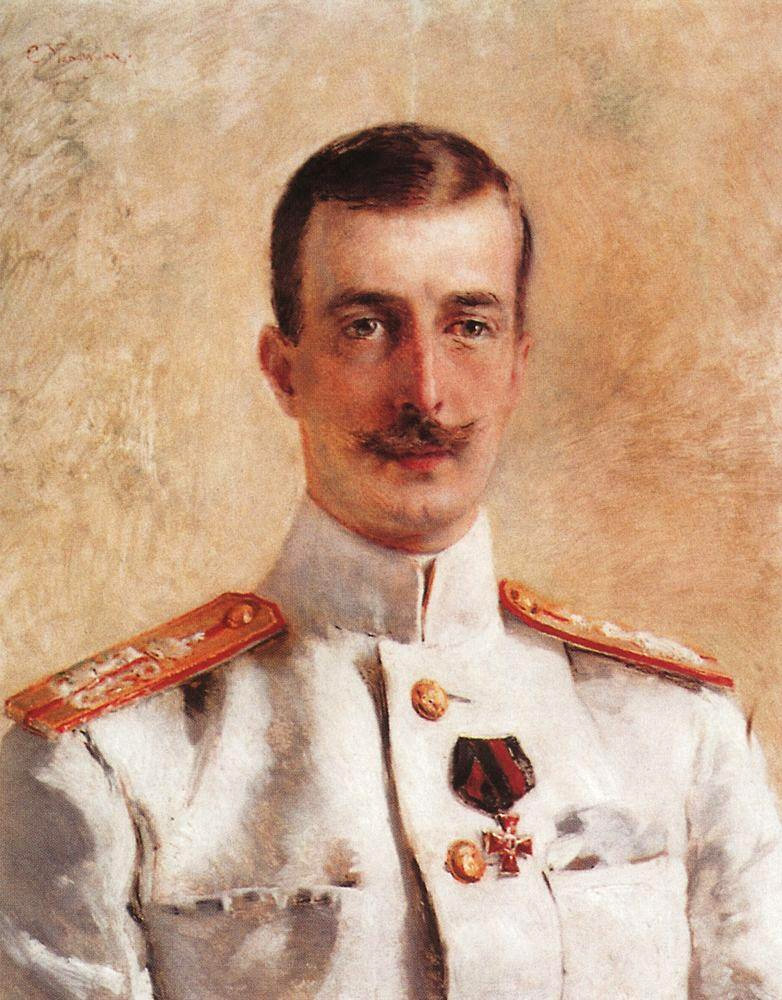
Кирило Володимирович. Портрет роботи Костянтина Маковського, 1890-ті
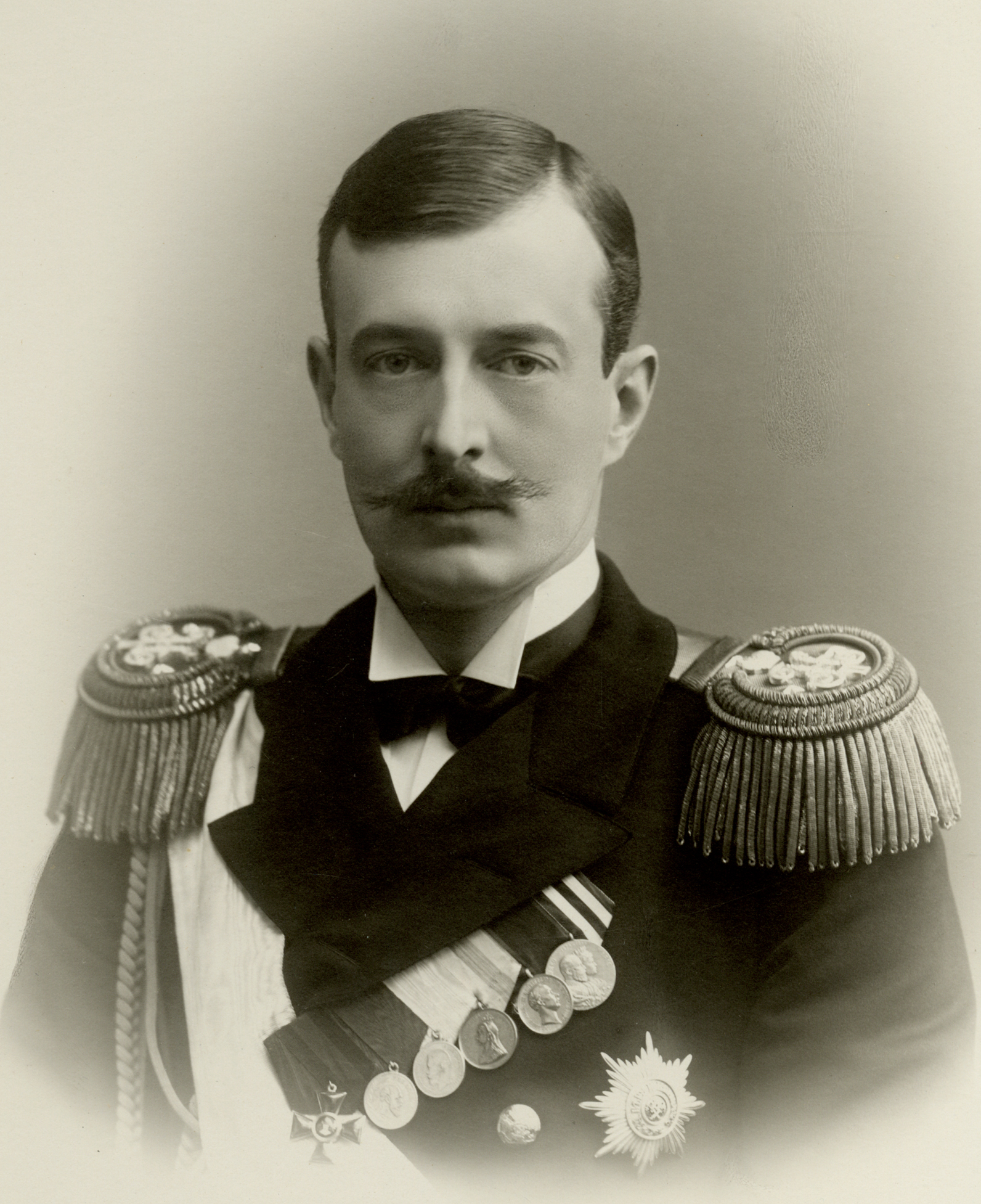
Кирило Володимирович у 1904 році
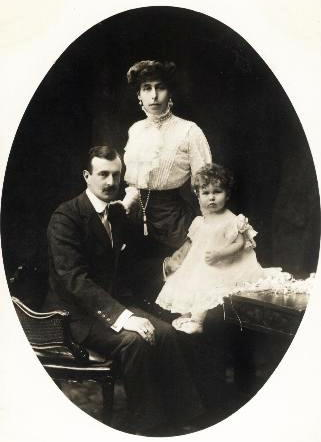
Кирило Володимирович та Вікторія Федорівна зі старшою донькою Марією, бл. 1909
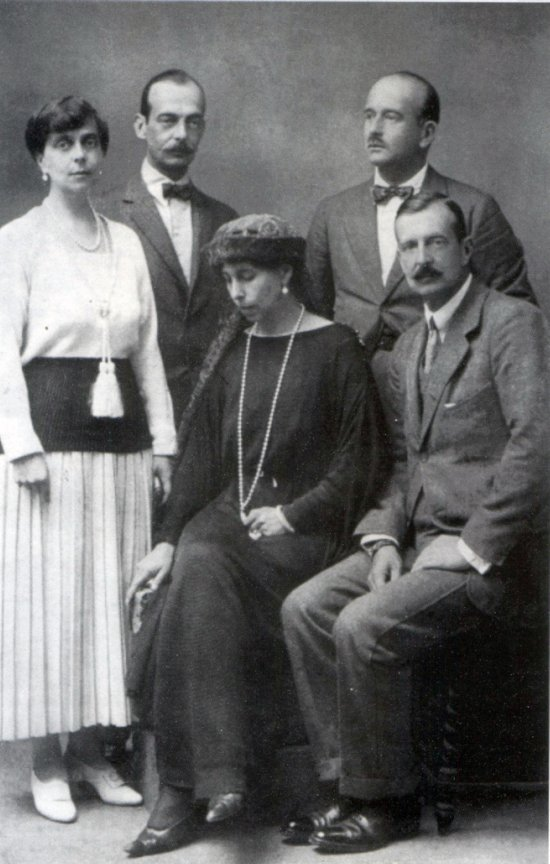
Кирило Володимирович та Вікторія Федорівна (сидять), Олена, Андрій та Борис Володимировичі (стоять), 1922
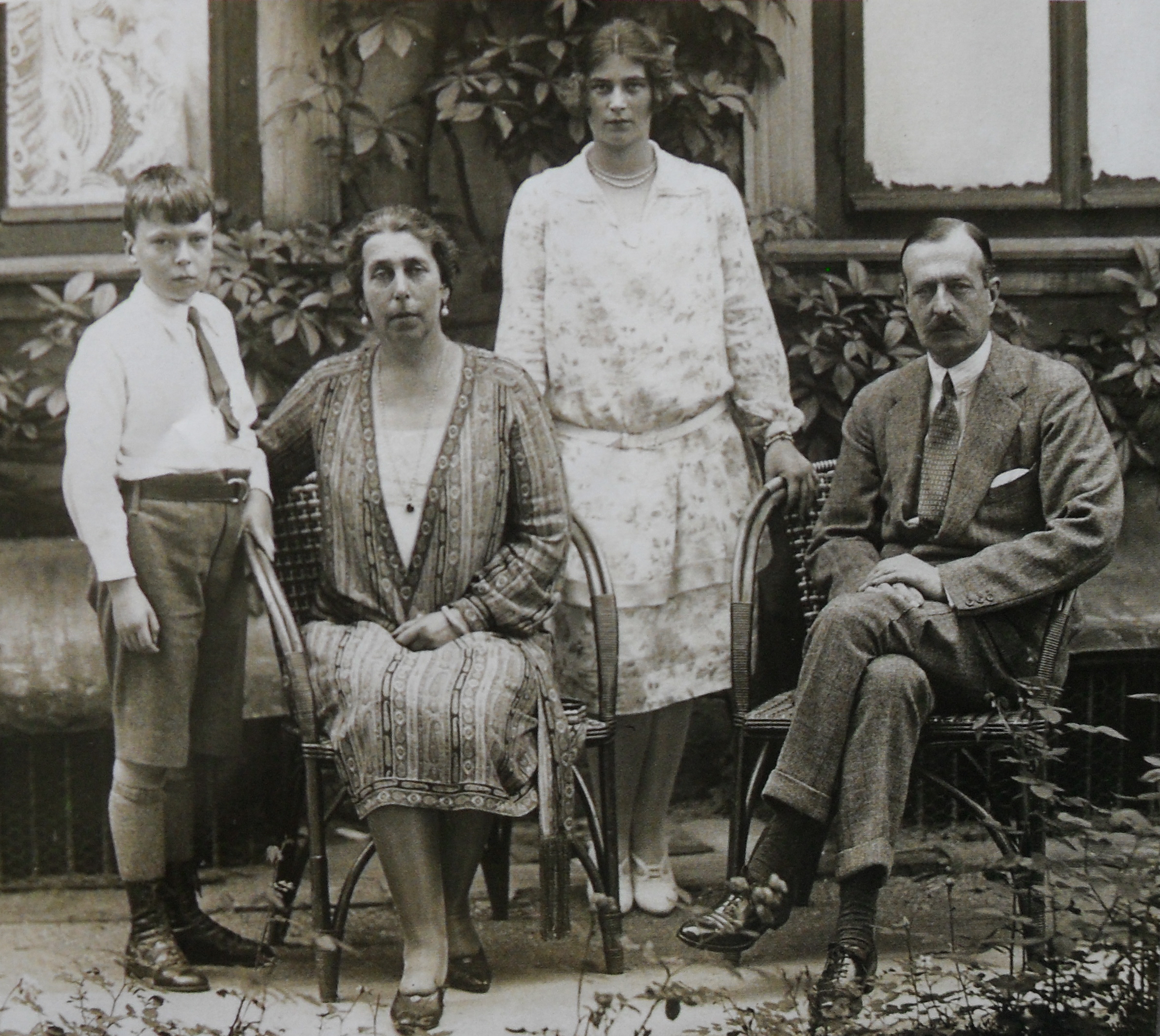
Кирило Володимирович та Вікторія Федорівна з дітьми Кірою та Володимиром, кінець 1920-х